# Queen: The Singles Collection 3
A The Singles Collection 3 a brit Queen rockegyüttes 2010-ben, korlátolt példányban megjelent kislemez díszdobozos válogatása. Tartalmazza az együttes 1984 és 1989 között megjelent 13 kislemezét, mind külön lemezen, újrakeverve. Pár olyan dal is megjelent a sorozatban, amely sosem került még fel CD lemezre (például a Thank God It's Christmas, az A Dozen Red Roses For My Darling, a Stealin' és a Hijack My Heart).

## A dalok
| Első lemez - It's a Hard Life - Is This the World We Created..? Második lemez - Hammer to Fall (editált verzió) - Tear It Up Harmadik lemez - Thank God It’s Christmas - Man on the Prowl - Keep Passing the Open Windows Negyedik lemez - One Vision - Blurred Vision Ötödik lemez - A Kind of Magic - A Dozen Red Roses for My Darling Hatodik lemez - Friends Will Be Friends - Princes of the Universe | Hetedik lemez - Pain Is So Close to Pleasure (remix) - Don’t Lose Your Head Nyolcadik lemez - Who Wants to Live Forever - Forever (piano verzió) Kilencedik lemez - One Year of Love - Gimme the Prize Tizedik lemez - I Want It All - Hang on in There Tizenegyedik lemez - Breakthru (remastered) - Stealin' (remastered) Tizenkettedik lemez - The Invisible Man - Hijack My Heart Tizenharmadik lemez - Scandal - My Life Has Been Saved |

## Külső hivatkozások
- Weboldal